# ويليام كروزير
ويليام كروزيّر (بالإنجليزية: William Crozier)‏ هو مخترِع وضابط أمريكي، ولد في 19 فبراير 1855 في كارولتون في الولايات المتحدة، وتوفي في 10 نوفمبر 1942 في واشنطن العاصمة في الولايات المتحدة.